# Behind the Sun (canción de Alexander Klaws)
«Behind The Sun» (en español: «Detrás del Sol») es una canción del cantante alemán Alexander Klaws. Escrito y producido por Dieter Bohlen, fue lanzado en febrero de 2004 como el segundo sencillo de su segundo álbum, Here I Am. En Alemania alcanzó el número dos en la lista Offizielle Deutsche Charts y entró en el top veinte en Austria y Suiza, respectivamente. 

## Créditos
- Letra: Dieter Bohlen
- Música: Dieter Bohlen
- Productor: Dieter Bohlen
- Coproductor: Lalo Titenkov y Jeo
- Arreglos: Lalo Titenkov
- Coros: Anja Mahnken, Madeleine Lang, Chris Bendorff y Billy King
- Guitarra: P. Weihe
- Pregrabación: Bohlen O2 Studios
- Mezcla: Jeo@jeopark
- Diseño de Arte: Reinsberg
- Fotografía: Sebastian Schmidt
- Distribución: BMG

## Lista de canciones
CD-Maxi Hansa / 19 82876 60075 2 (BMG) / EAN 0828766007527	23.02.2004
1. «Behind The Sun» (Radio Edit)  4:05
2. «Behind The Sun» (Classic Mix)  4:01
3. «Behind The Sun» (Guitar Mix)  4:00
4. «Behind The Sun» (Radio Instrumental)  3:59

## Posicionamiento en listas
| Lista (2004)                          | Máxima posición |
| ------------------------------------- | --------------- |
| Alemania (Offizielle Deutsche Charts) | 2               |
| Austria (Ö3 Austria Top 40)           | 15              |
| Suiza (Schweizer Hitparade)           | 18              |